# Emmanuel de Las Cases

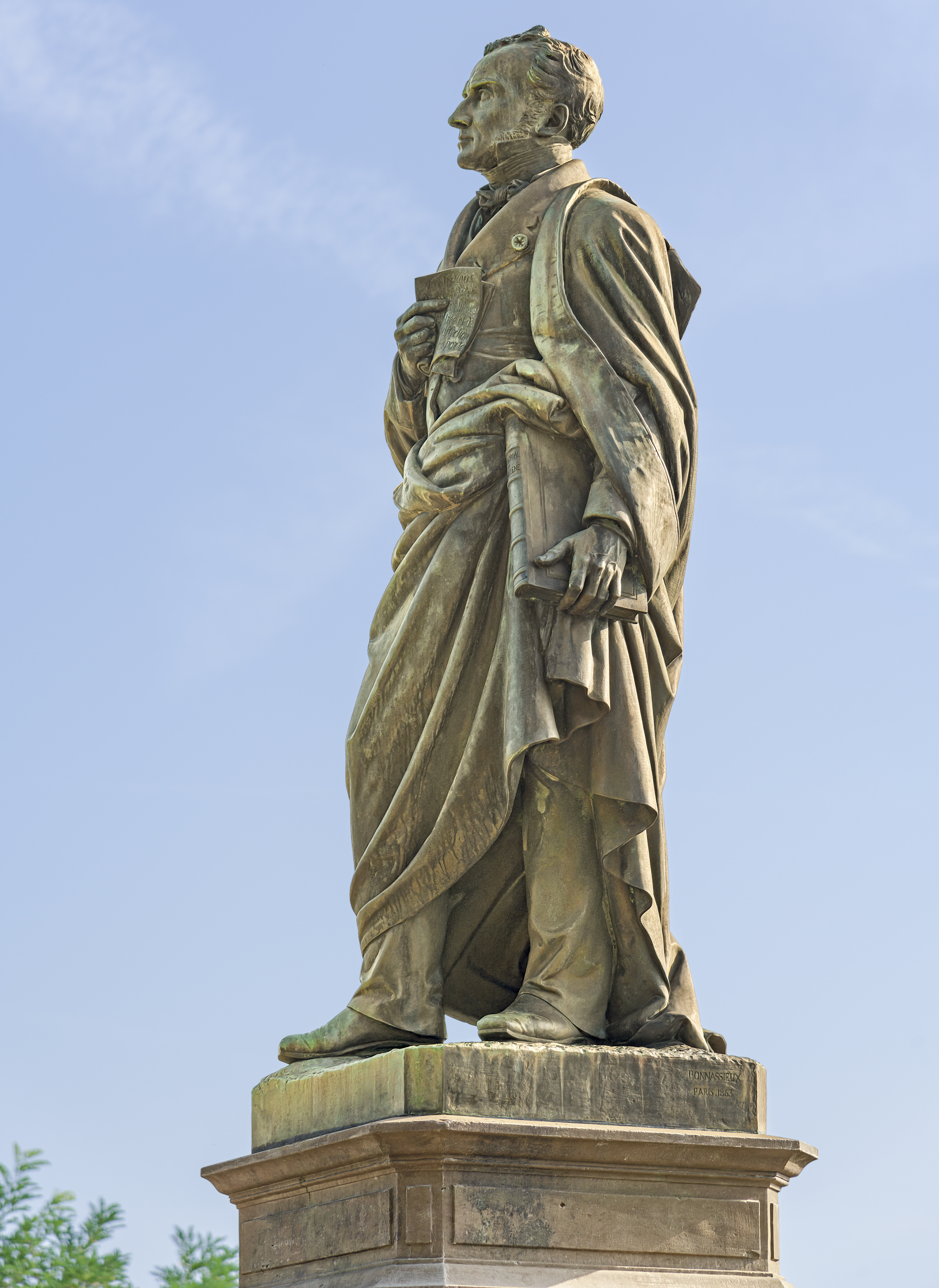
Emmanuel de Las Cases

Emmanuel Augustin Dieudonné Joseph, markis de Las Cases, född 21 juni 1766, död 15 maj 1842, var en fransk författare.
Las Cases emigrerade 1790 men återvände under konsulatet och användes av Napoleon i diverse uppdrag och blev hans kammarherre samt följde honom till Sankt Helena. I slutet av 1816 lagade han, sannolikt med Napoleons bifall, så att han blev förvisad, och återvände till Europa. 1822-23 offentliggjorde han sitt berömda Mémorial de Sainte Hélène (8 band), innehållande hans samtal med Napoleon. Det väckteett oerhört uppseende. På grund av sin uppenbara tendens, måste dessa samtal användas med stor kritik.